# رايلان كامبوس
رايلان كامبوس سانتوس (10 يونيو 1989 في البرازيل - ) هو لاعب كرة قدم برازيلي في مركز الوسط. لعب مع أتلتيكو غويانيينسي وجريميو نوفوريزونتينو وAssociação Cultural e Desportiva Potiguar ‏ ونادي باهيا دي فيرا.

## وصلات خارجية
- رايلان كامبوس على موقع قاعدة بيانات كرة القدم.إي يو (الإنجليزية)
- رايلان كامبوس على موقع Soccerway.com (الإنجليزية)